# 佳能 EOS 100D
佳能EOS 100D是佳能于2013年3月推出的一款单镜反光相机，有效像素为1800万。佳能称该相机为“全球最轻，最小的单反相机”。100D为其在中国、韩国及欧洲市场命名，日本本土型号为EOS Kiss X7 ，在北美市场则为EOS Rebel SL1。
100D的机身重量为370克，较其他单反相机相比重量较轻，后期提供了白色机身可选，并且配备了触摸屏。

## 概述
EOS 100D虽然采用了3位数编号，但是与之前的600D-650D-700D子系列不在同一定位，而属于主打轻便小巧的新品。配置上，传感器仍然采用了自2009年在EOS 7D上采用的1800万cmos，其他配置也与上一代入门机型EOS 650D类似，但是为了体积的紧凑，取消了翻转螢幕设计。
2012年推出的EF 40mm F2.8 STM饼干镜头因为其小巧的体积（也是佳能EF镜头中最小的镜头），而与100D机身显得相得益彰，市售套装有一并打包出售。

## 白色版100D

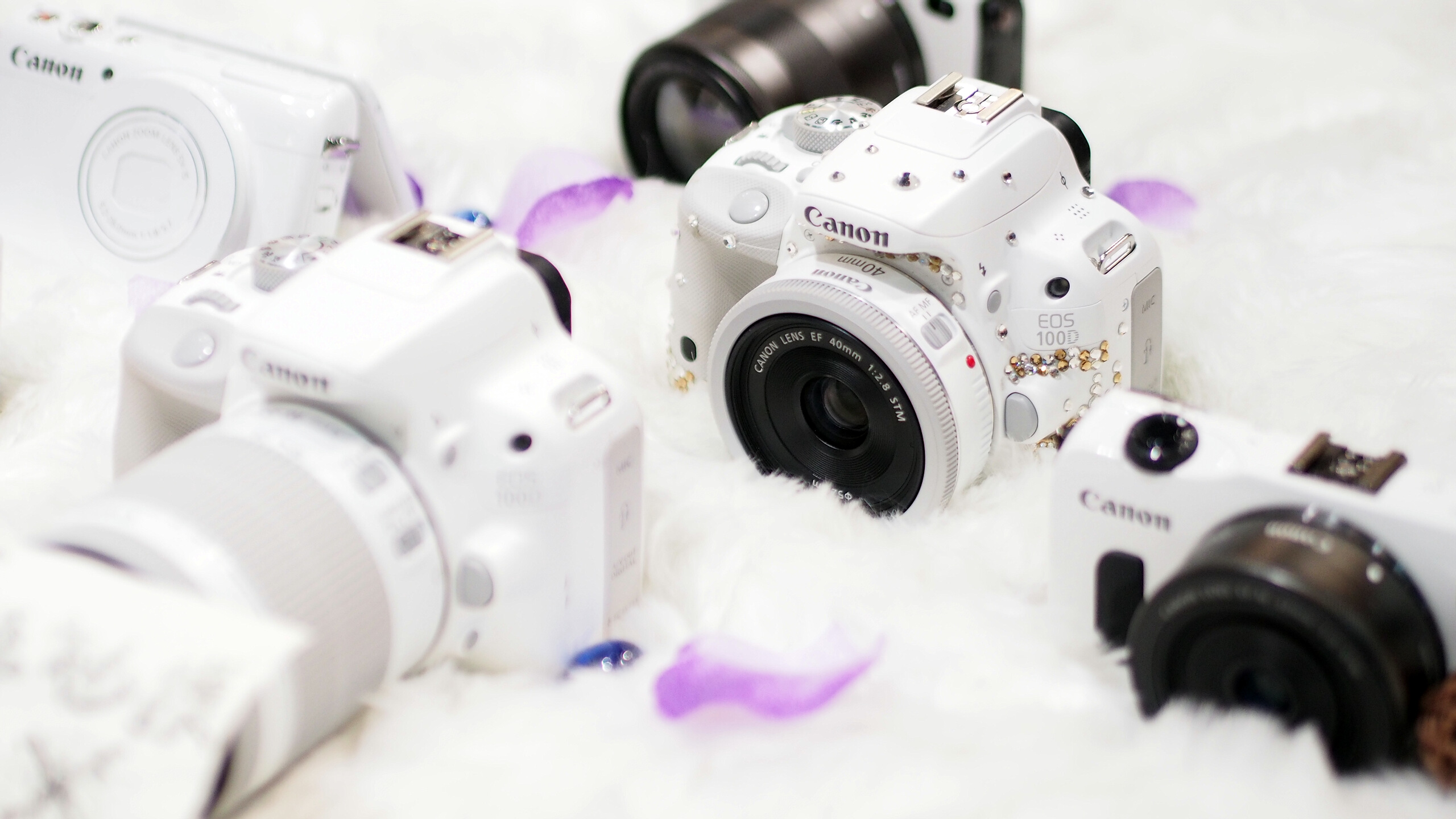
配置白色40mm饼干镜头的白色版100D

### 白色限量版
佳能公司在2013年11月，率先在日本和韩国市场推出了白色限量版套装，配置普通EF-S 18-55mm STM镜头以及一枚和机身一致的白色涂装的EF 40mm F2.8 STM镜头。稍后登陆中国市场的则是白色版100D与白色40mm F2.8镜头的搭配，内部附赠“彩虹的速度”套装。
日本市场广告投放由新垣结衣代言，瞄准白色圣诞节市场。而凭借在上映韩剧《继承者们》及《来自星星的你》中植入，借助粉丝效应，大陆市场的限量版上市两周后迅速脱销，使得香港渠道流入的机型大受欢迎还伴有涨价。

### 白色版第二波
2014年5月，佳能重新推出了带白色版EF-S 18-55mm IS STM镜头和白色版EF 40mm F2.8 STM镜头的套装。中国大陆发售的套装，额外附带“瞳画世界”礼包。。

### 英国地区白色版
佳能英国公司于2014年9月推出了与斯特拉·麦卡特尼（Stella McCartney）设计手包配套的白色版EOS 100D，套装将在11月于哈洛德百货公司和Selfridges销售。